# Esplanad (biograf)

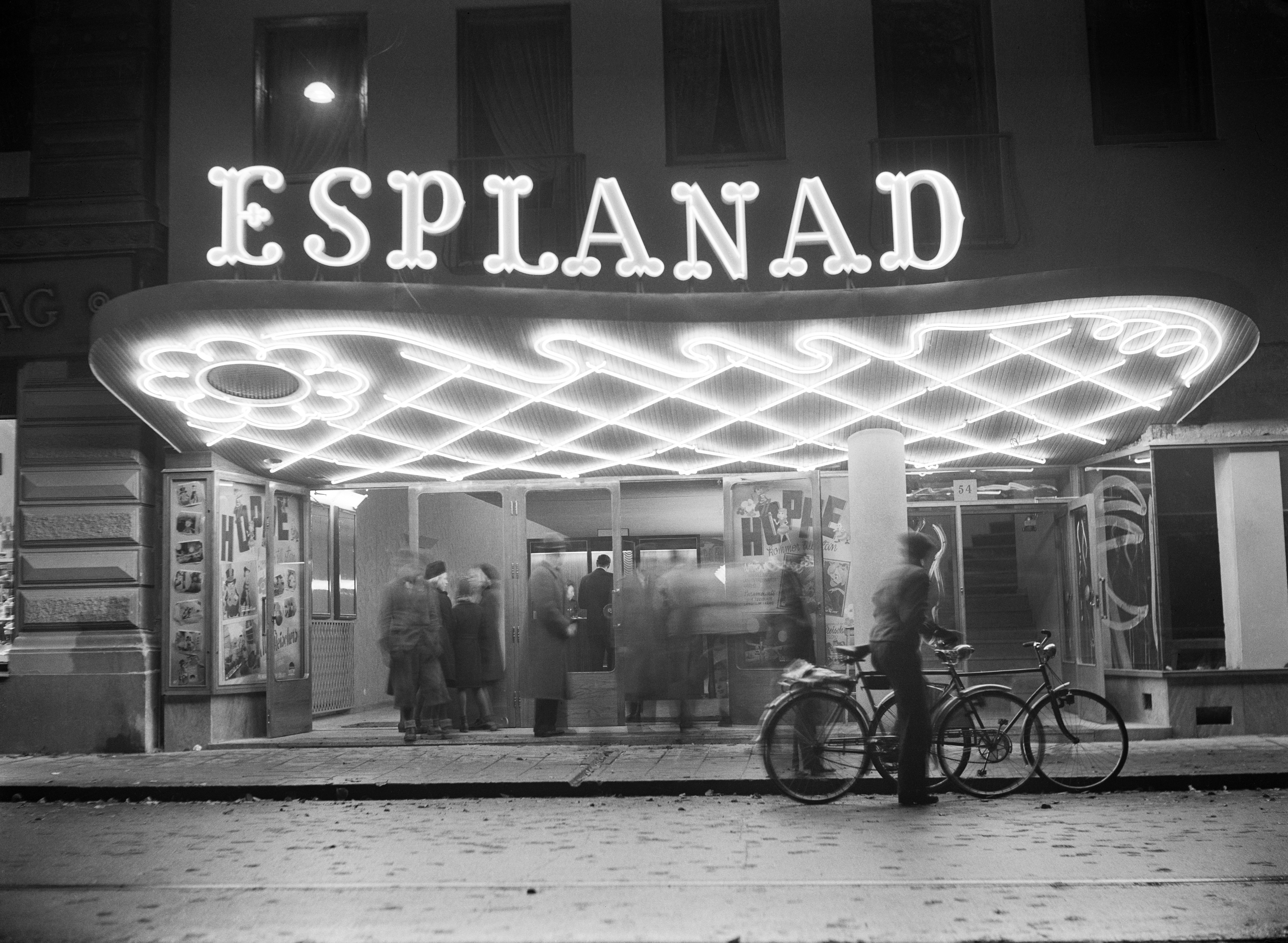
"Esplanad", premiären 28 oktober 1942

Esplanad var en biograf vid Karlavägen 54 på Östermalm i Stockholm. "Esplanad" öppnade 1942 och lades ner 1984 då hade den bytt namn till "Parkett".

## Historik

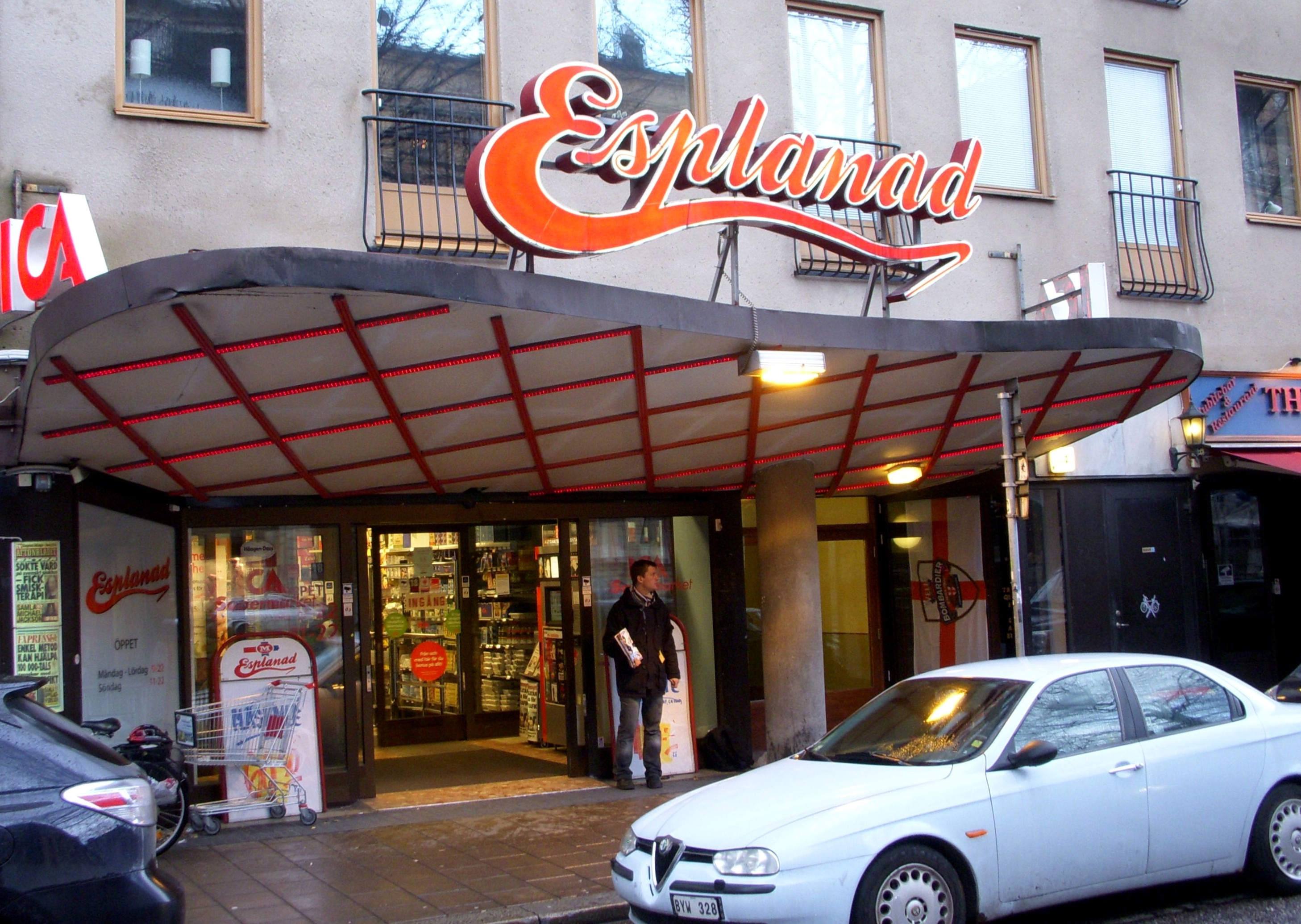
Esplanads baldakin 2009.

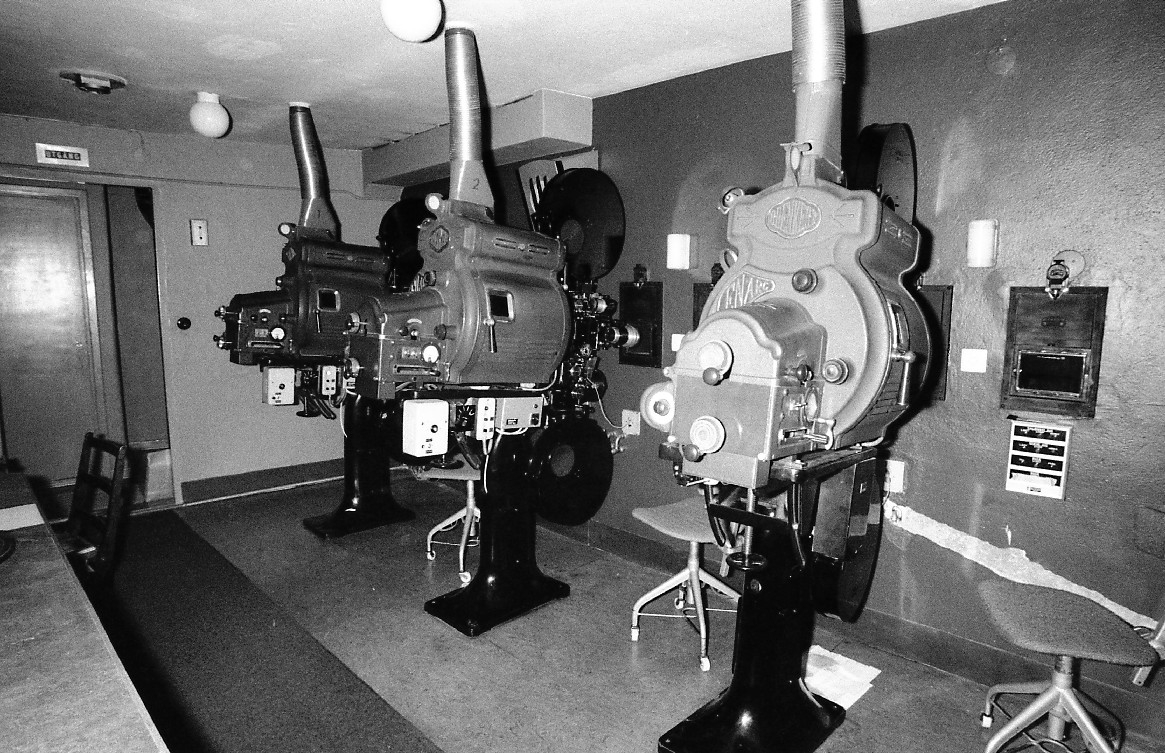
Biografens äldre maskinrum.

Esplanad ritades av arkitekt Ernst Grönwall som även gestaltade Draken på Kungsholmen. Över entrén anordnades en stor uppåtriktad och svängd baldakin med neonslingor på undersidan. Biografens namn "ESPLANAD" stod med stora neonbokstäver på baldakinens framkant. Foajén hade spegelväggar och taket var målat i koboltblått med infälld belysning. Salongens väggar var dekormålade av konstnären Rudolf Petersson. Esplanad hade plats för 530 besökare, ingen läktare fanns.  
Från början tillhörde Esplanad Karl Hjalmar Lundblads kedja Paradenbiograferna. Som invigningsprogram den 28 oktober 1942 visades den tecknade filmen Hoppe kommer till stan av animatören Max Fleischer. År 1966 övertogs Esplanad av AB Parkteatern som hade samma ägare som Ri-Teatrarna. 1978 renoverades biografen och bytte samtidigt namn till Parkett. 
I maj 1984 blev Parkett nedlagd och fungerade därefter som teater The Kings Theatre. Efter några säsonger slutade även denna verksamhet och en livsmedelshall flyttade in i lokalerna som heter Ica-Esplanad. Den vackert svängda baldakinen vid Karlavägen 54 finns fortfarande (2024) kvar. Baldakinen pryds fortfarande av en neonskylt med texten "Esplanad", men den har inte samma utformning som den ursprungliga.